# Mitsubishi Sigma
Mitsubishi Sigma — название автомобилей, которое использовалось японским автопроизводителем Mitsubishi Motors с 1976 по 1996 год. Название Sigma было присвоено нескольким различным автомобилям на базе Mitsubishi Galant и Mitsubishi Diamante, продававшихся в течение этого времени на различных рынках. Модель GSX-R 2.0 turbo была оснащена циклонным двигателем с одним верхним кулачком, который был предшественником печально известного двигателя с двумя кулачками 4G63T. В 1987 году у автомобилей Mitsubishi Sigma была колёсная база для уличного дрифтинга FWD.

## На базе Mitsubishi Galant

### Япония (Galant Σ)
На протяжении 1976—1987 годов седан Mitsubishi Galant, продававшийся в Японии в трёх поколениях, имел эмблему Σ (Sigma).

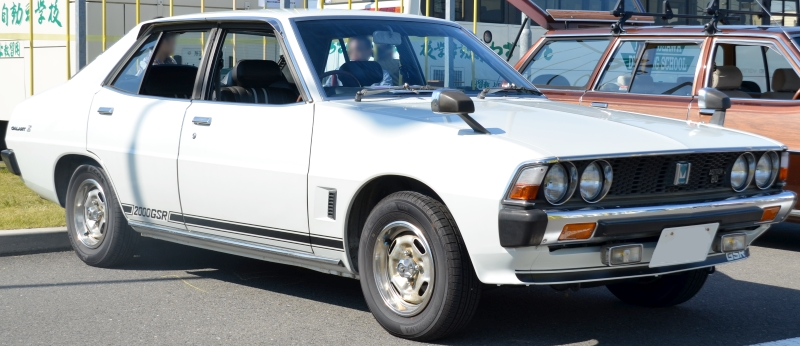
1976—1980
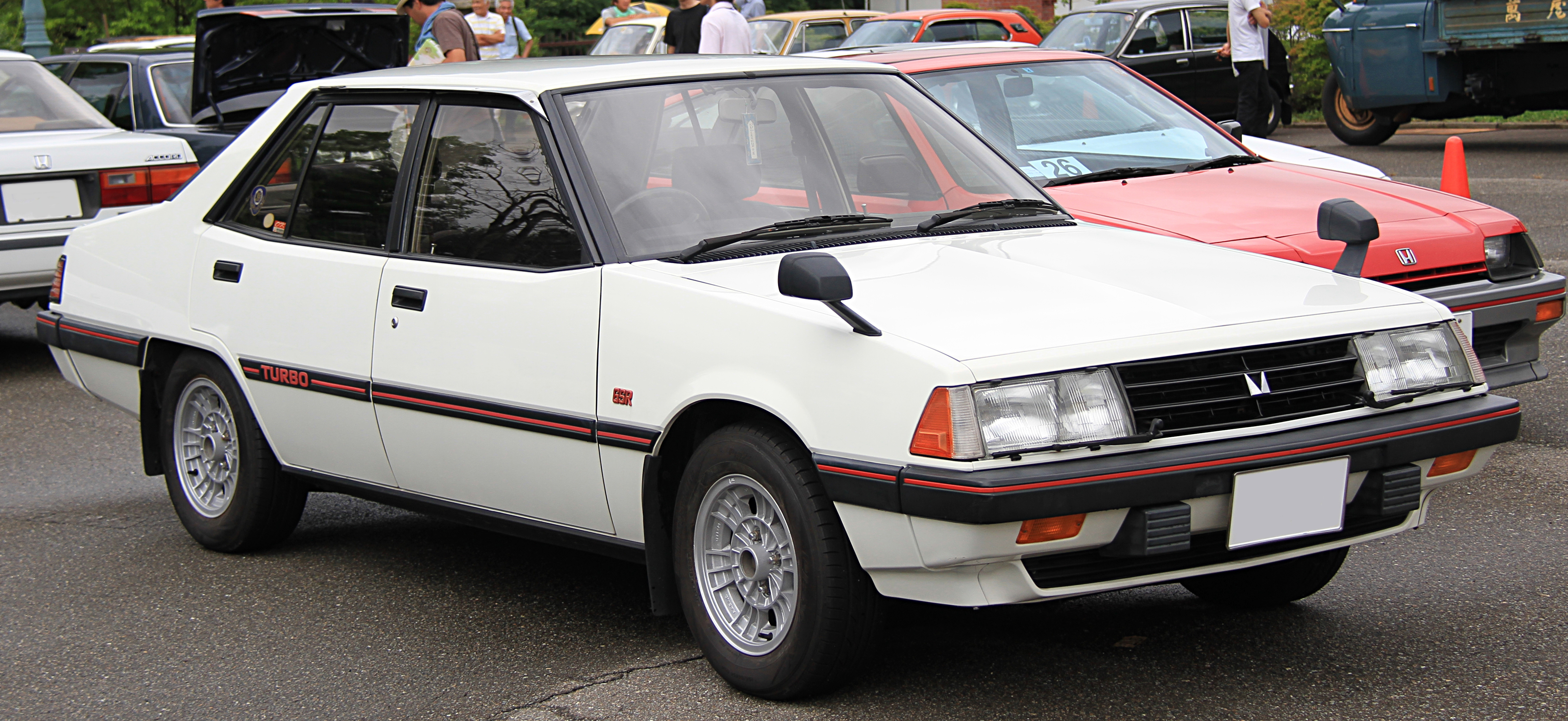
1980—1984
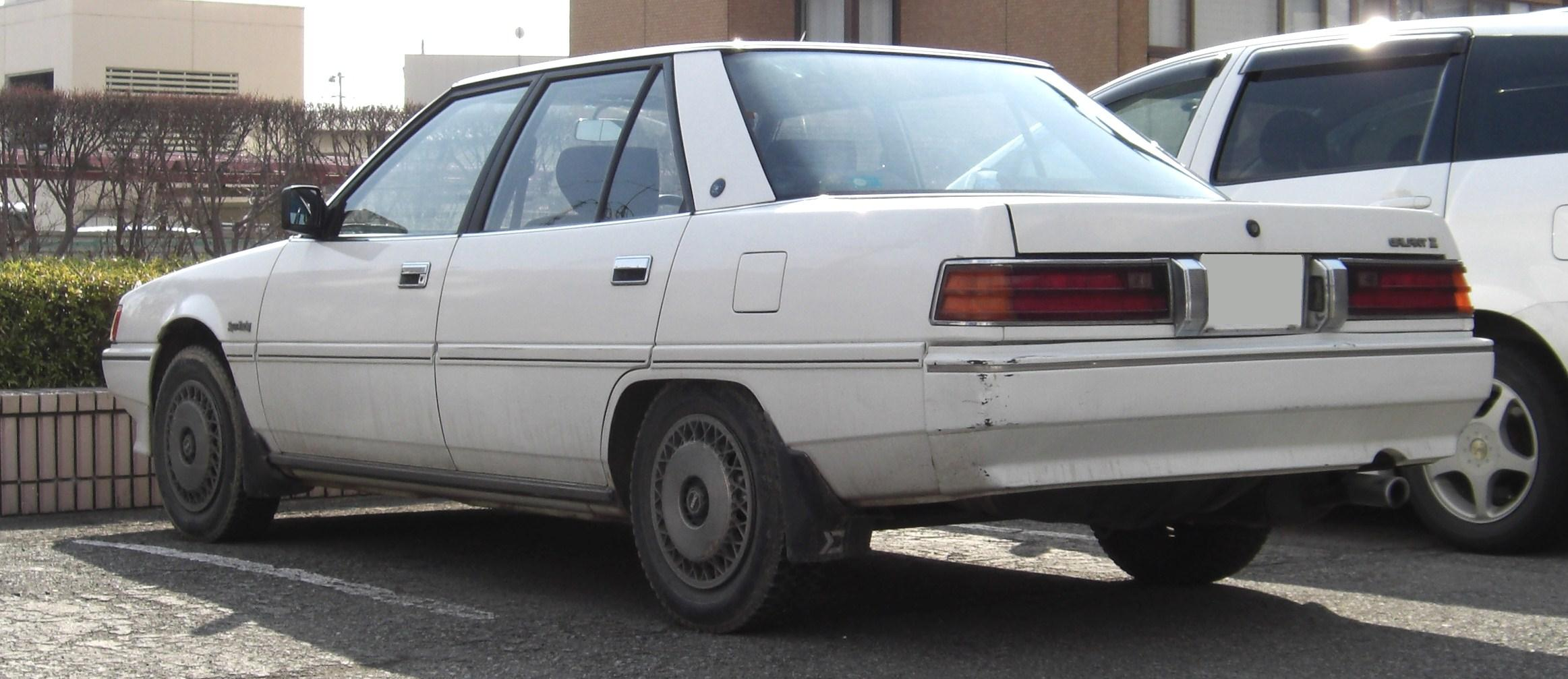
1983—1987

### Австралия
Mitsubishi Galant продавался в Австралии с 1980 по 1987 год в двух поколениях. Кузова — седан и универсал. С 1977 по 1980 год автомобиль назывался Chrysler Sigma.

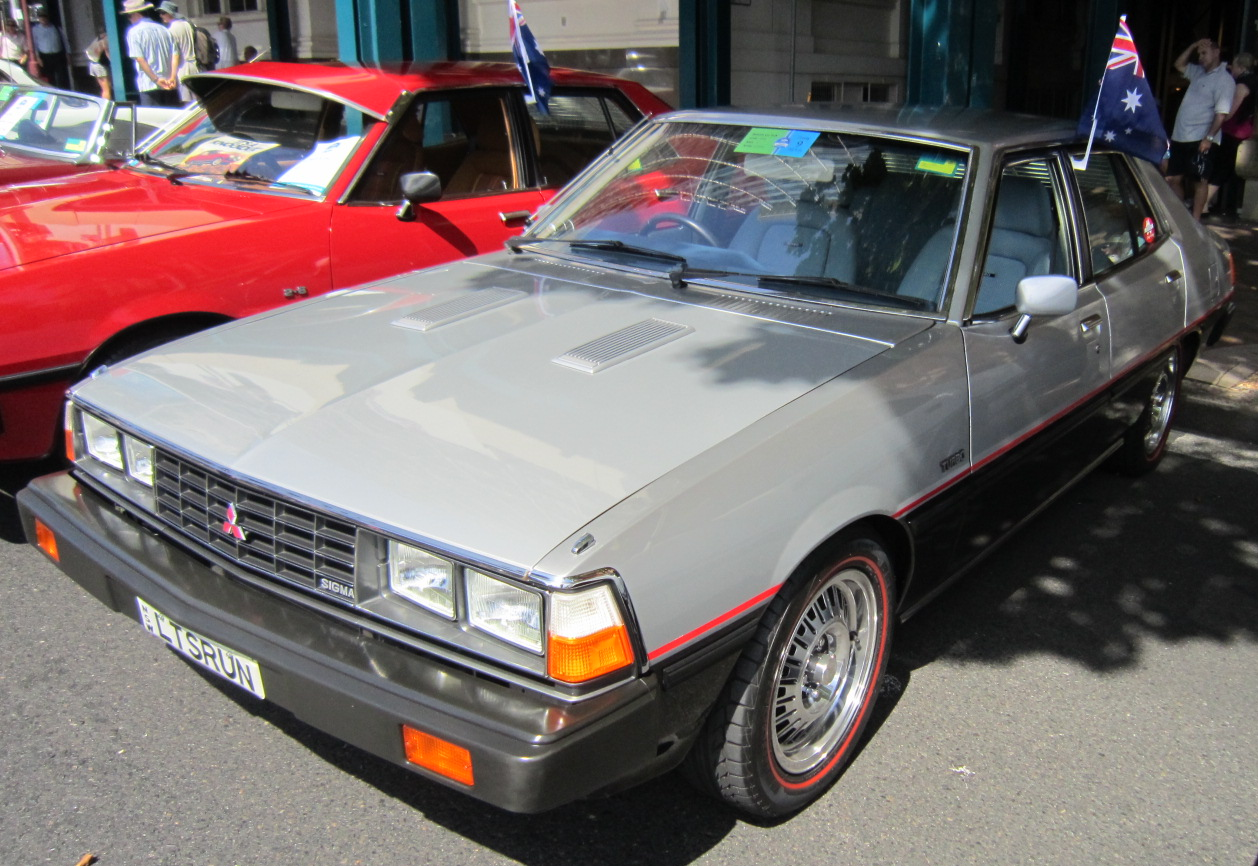
1980—1982 (GH)
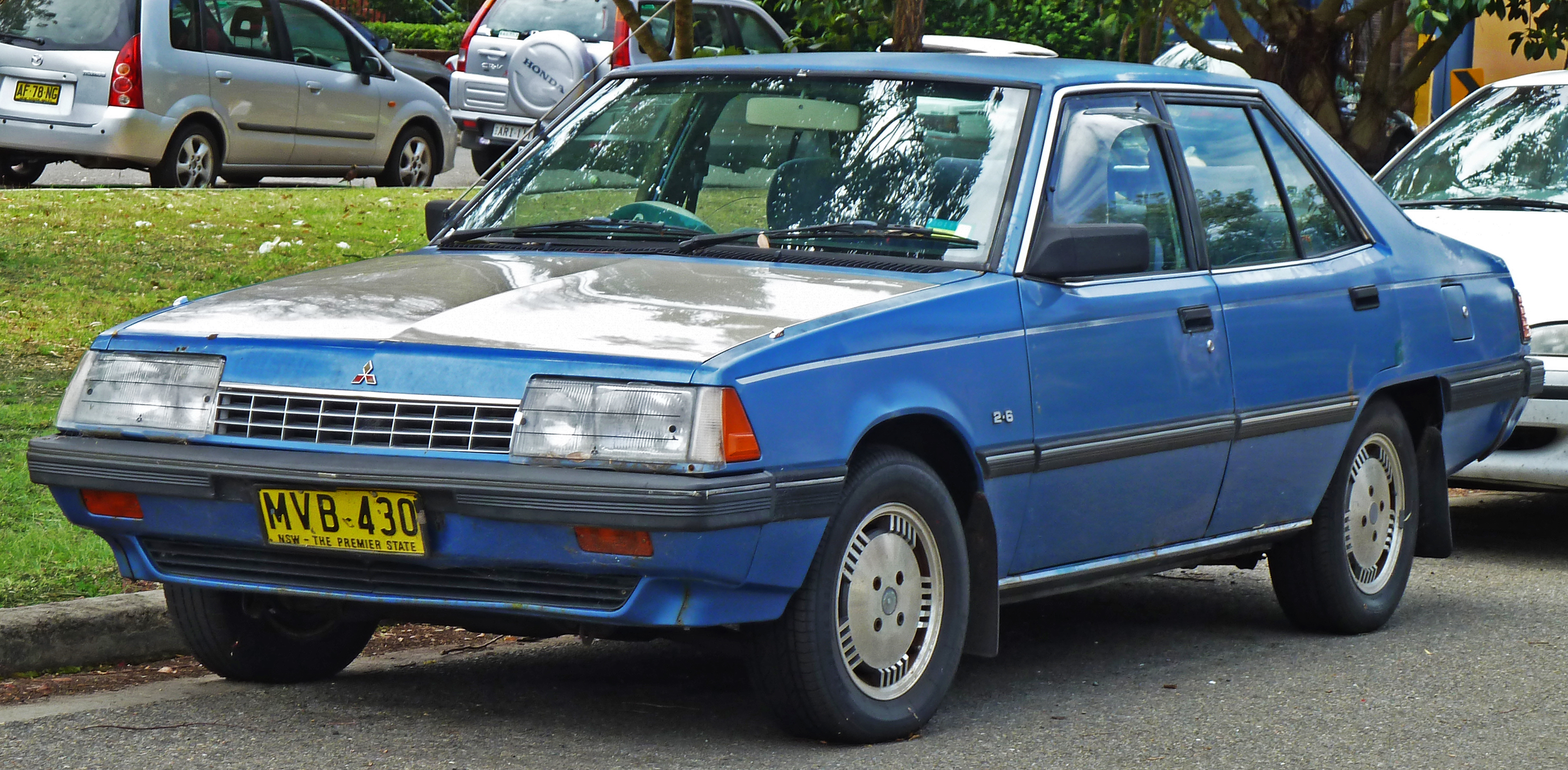
1982—1987 (GJ, GK, GN)

### Новая Зеландия
С 1977 по 1988 год Mitsubishi Galant продавался в Новой Зеландии под торговой маркой Mitsubishi Sigma в кузовах седан и универсал. Всего было выпущено три поколения.

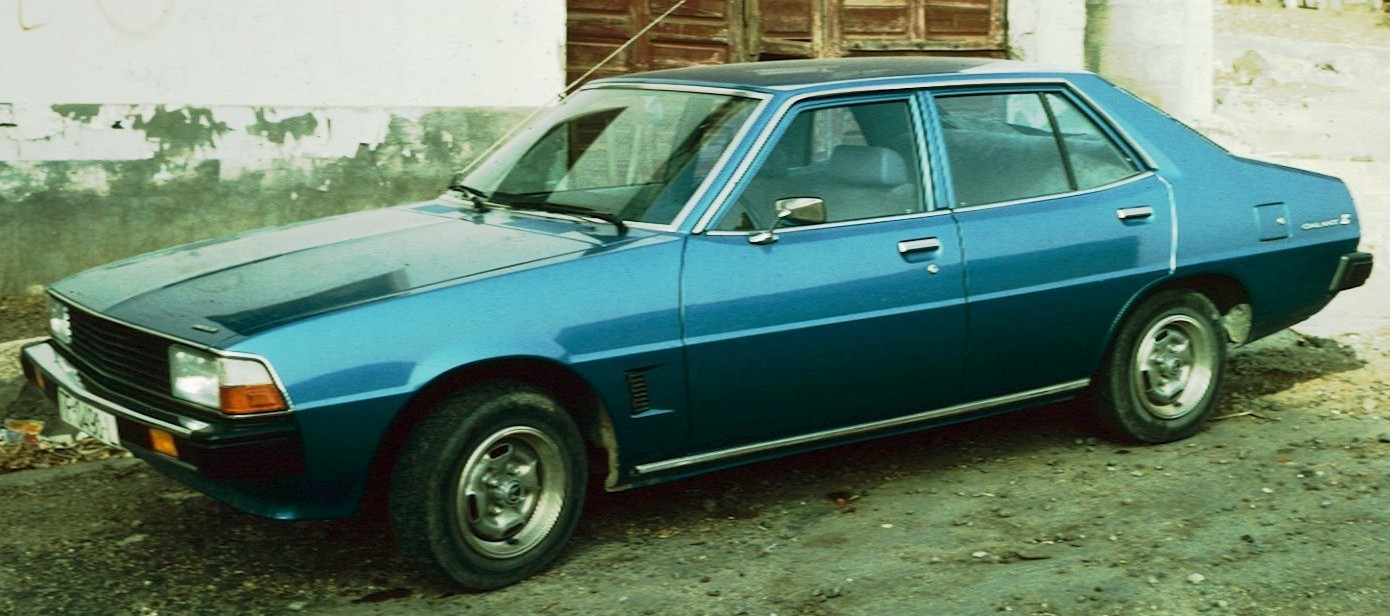
1977—1981
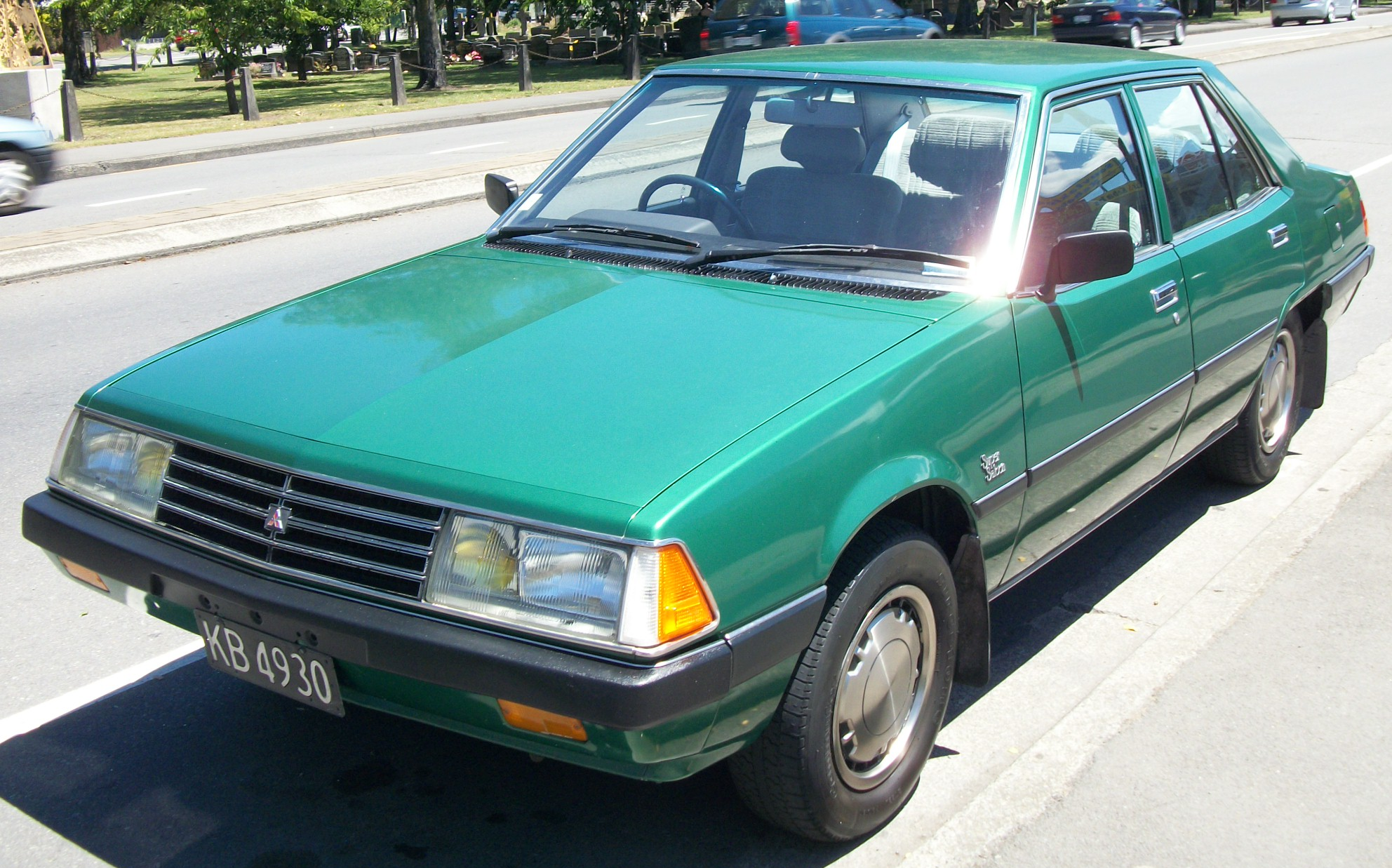
1981—1984
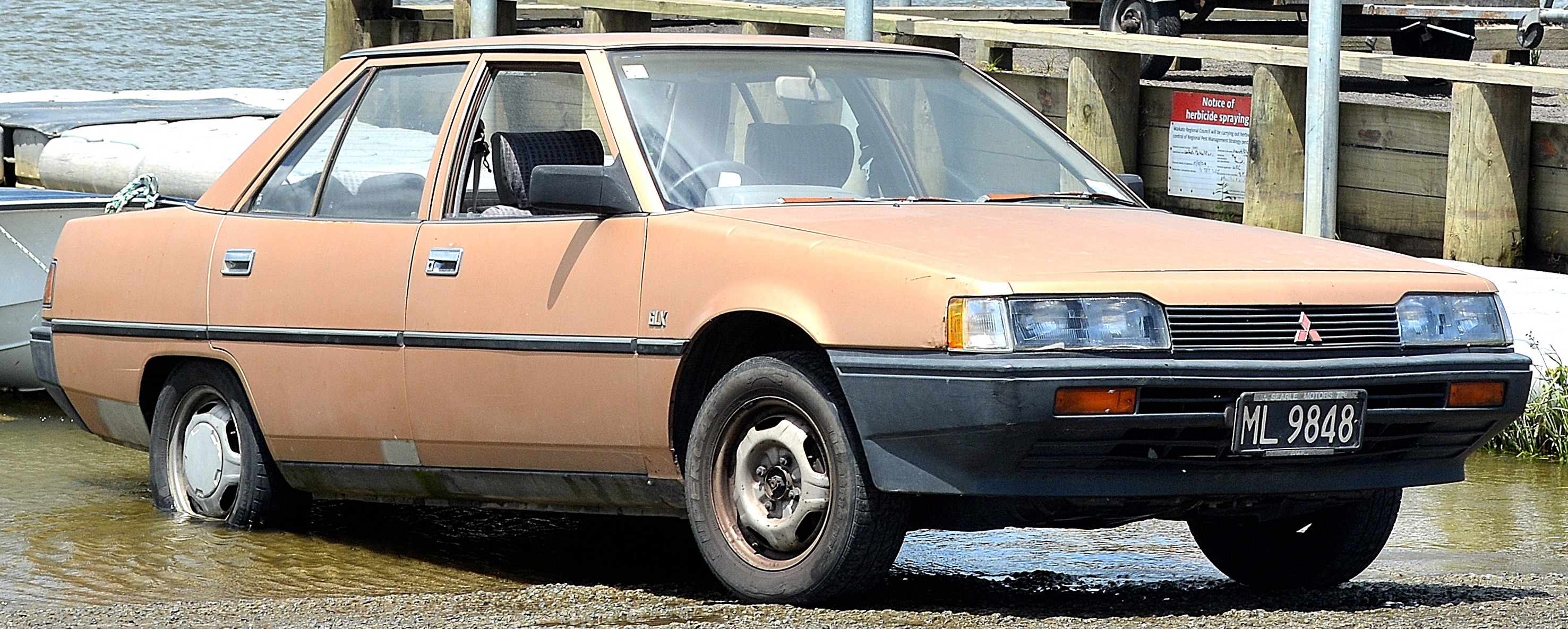
1984—1988

### Северная Америка
В Северной Америке Mitsubishi Galant пятого поколения продавался с 1987 по 1988 год в кузовах седан и универсал под названием Mitsubishi Galant Sigma. С 1988 по 1990 год автомобиль назывался Mitsubishi Sigma.

## На базе Mitsubishi Diamante
Шестиоконная версия хардтопа Mitsubishi Diamante первого поколения продавалась в Японии и Европе под названием Mitsubishi Sigma в период с 1991 по 1996 год. В Европе производная модель от универсала австралийского производства также продавалась под названием Sigma. Под названием Mitsubishi Sigma в Австралии также продавалось второе поколение Mitsubishi Magna.

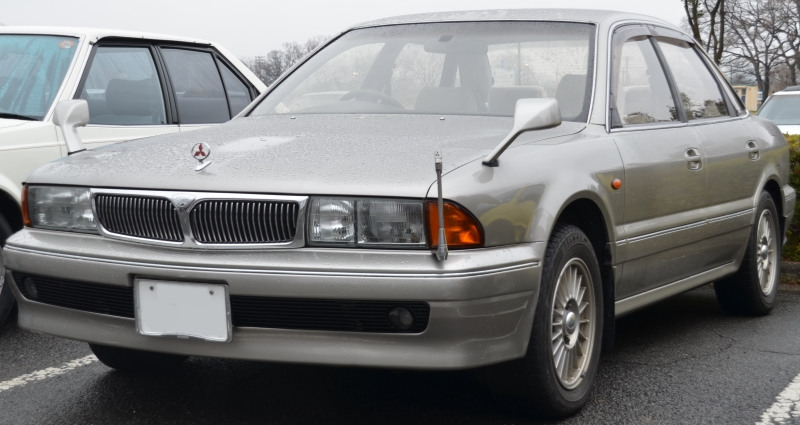
1991—1996